# Kasteel Heusden

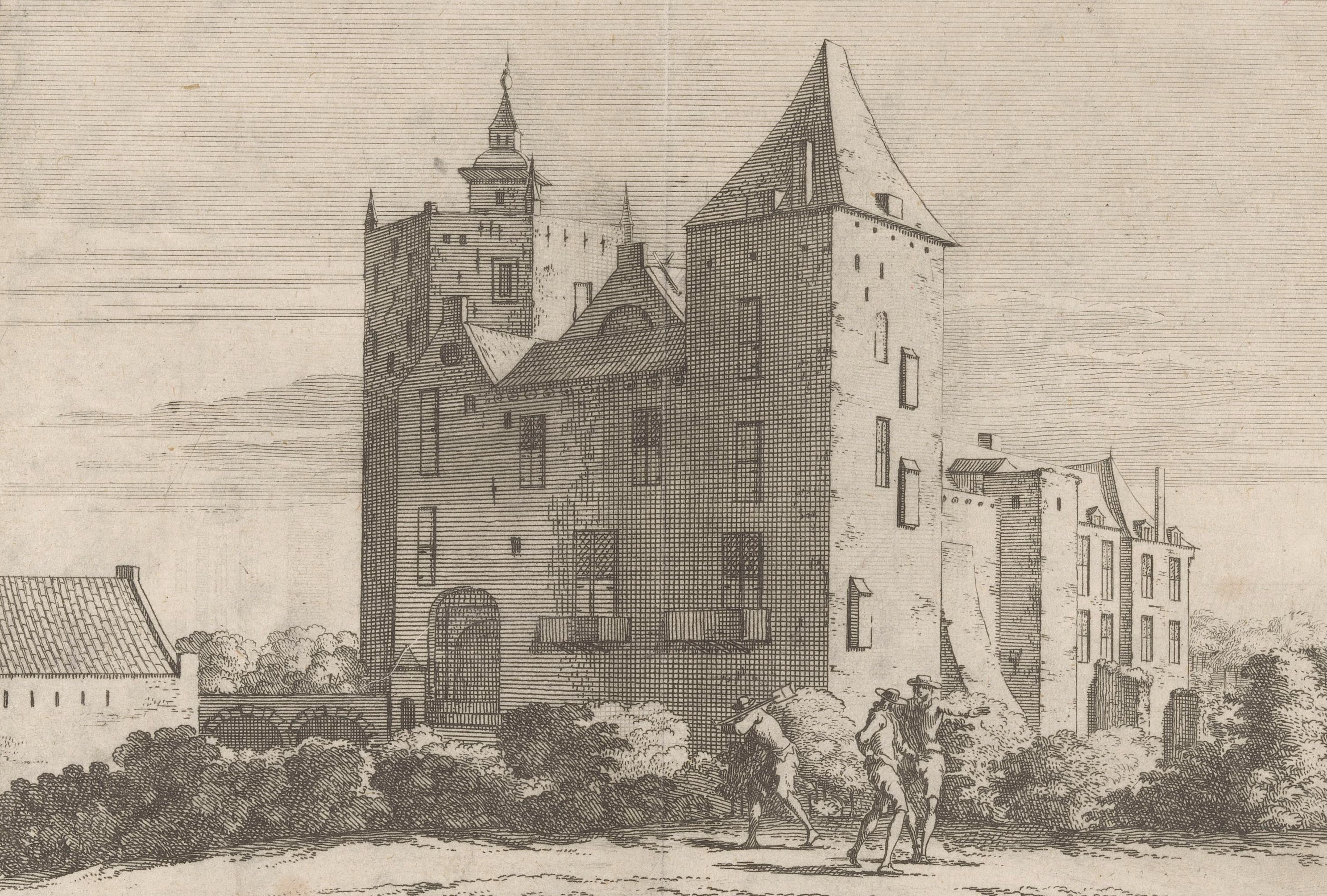
Kasteel Heusden in de 17e eeuw

Het Kasteel Heusden was een kasteel te Heusden en stamt vermoedelijk uit de 12e eeuw. Het lag mogelijk aan een zuid-noord lopend water dat het Oude Maasje met de nieuwe Maasbedding verbond. Deze werd in 1250 afgedamd (Husdenredam). Nabij het kasteel ontwikkelde zich de stad Heusden.

## Geschiedenis
De hoofdburcht kende een achthoekige verdedigingstoren met een doorsnede van 8 meter en een muurdikte van 2 meter, en een vierkante woontoren van 10 bij 10 meter. Dit alles was opgetrokken uit natuursteen en gefundeerd op het maaiveld, waarna de burchtheuvel of motte werd opgeworpen. Eind 13e eeuw kwam er een ringmuur met steunberen. Aldus ontstond een waterburcht, die in 1328 in handen van Brabant kwam en in 1335 in opdracht van hertog Jan III van Brabant verder werd uitgebreid, onder andere met een achtkantige donjon van 40 meter hoog en met muren tot 4 meter dikte. Deze werd uitgebouwd in de gracht. Niet veel later kwam het kasteel weer in Hollandse handen.
Omstreeks 1425 nam Jacoba van Beieren regelmatig haar toevlucht tot het kasteel. Het kasteel bleef eeuwenlang intact en werd in de 17e eeuw nog getekend door Roelant Roghman. De kruittorenramp in 1680, waarbij de bliksem insloeg in de donjon die als opslagplaats voor buskruit werd gebruikt, werd het kasteel fataal. In de toren bevonden zich op dat moment 16.000 pond buskruit, handgranaten en stincpotten. Het kasteel werd vrijwel geheel verwoest en ook vele huizen in de omgeving ervan werden vernield. Slechts de muren van een vierkante toren bleven gedeeltelijk overeind. Deze toren werd weer enigszins hersteld, maar in 1823 volgde totale sloop.

## Heden

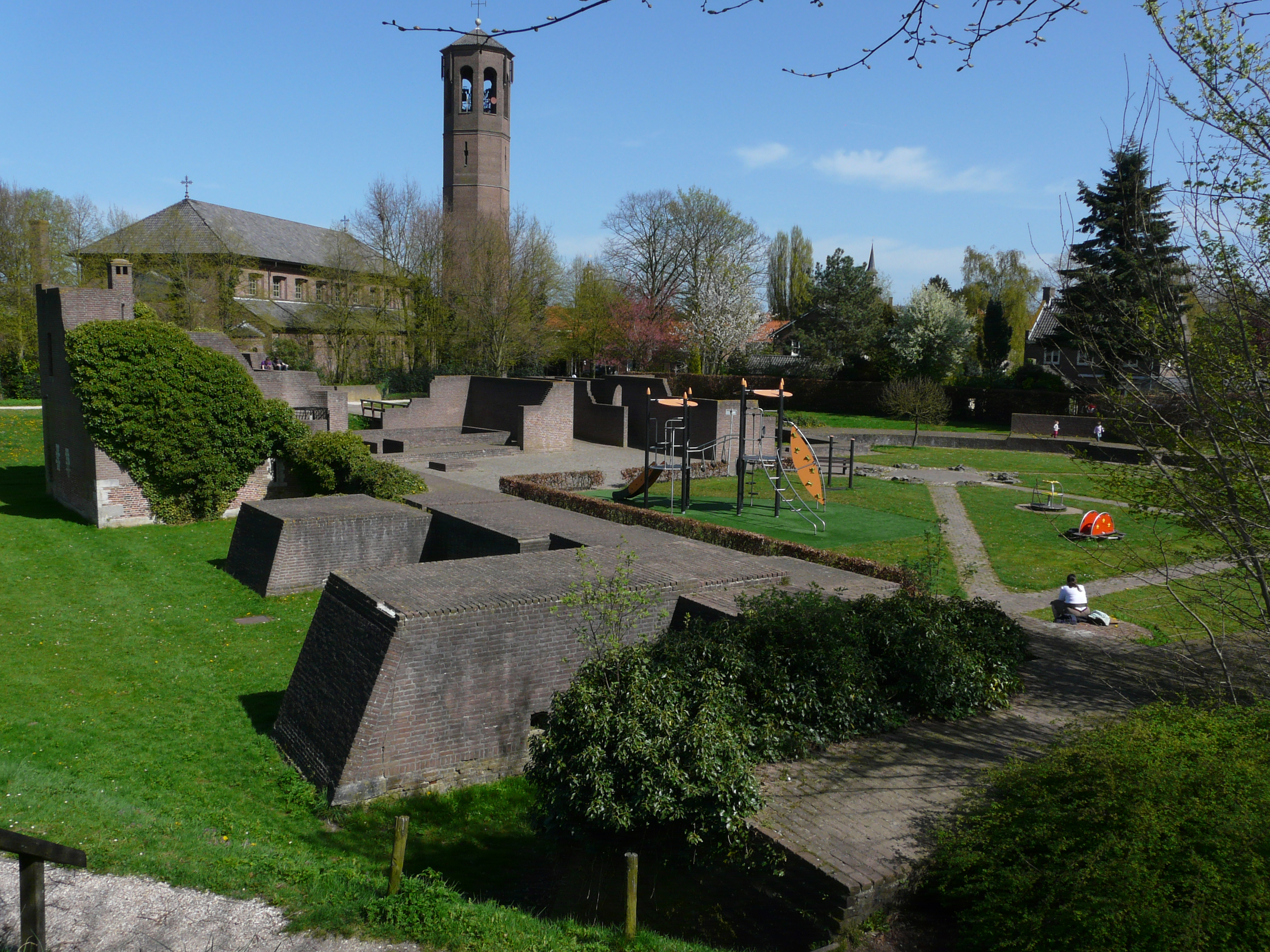
Restanten kasteel Heusden

In 1948 begon men onder leiding van de archeoloog J.G.N. Renaud met de wetenschappelijke opgravingen bij het kasteel. Na de opgravingen werden in 1949 de fundamenten weer bedekt en er verscheen een hertenkamp op de plaats van het kasteel.
In 1987 besloot men tot een gedeeltelijke reconstructie van het kasteel, zij het in veel kleiner formaat dan het tot 1680 geweest was. Dit werd als een mislukking beoordeeld, aangezien het opgetrokken muurwerk niet met de vorm van het eigenlijke kasteel overeenkwam. Toen men de fundamenten blootlegde achtte men het zelfs niet nodig om aanvullend archeologisch onderzoek te verrichten.